# Erzincan (tỉnh)

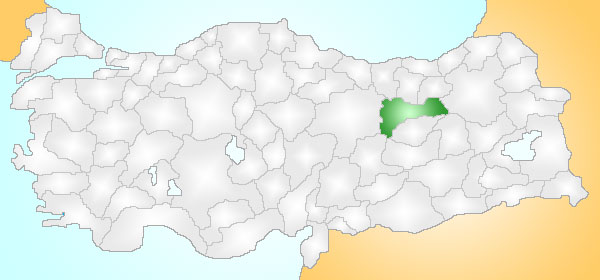
Vị trí tỉnh Erzincan

Tỉnh Erzincan là một tỉnh ở vùng phía đông của Anatolia, Thổ Nhĩ Kỳ. Tỉnh lỵ là Erzincan, một thành phố đã bị phá hủy và xây dựng lại sau trận động đất với cường độ 7,9 độ vào ngày 27 tháng 12 năm 1939. Tỉnh này có diện tích 11.974 km² và dân số 213.538 (năm 2007).

## Các huyện

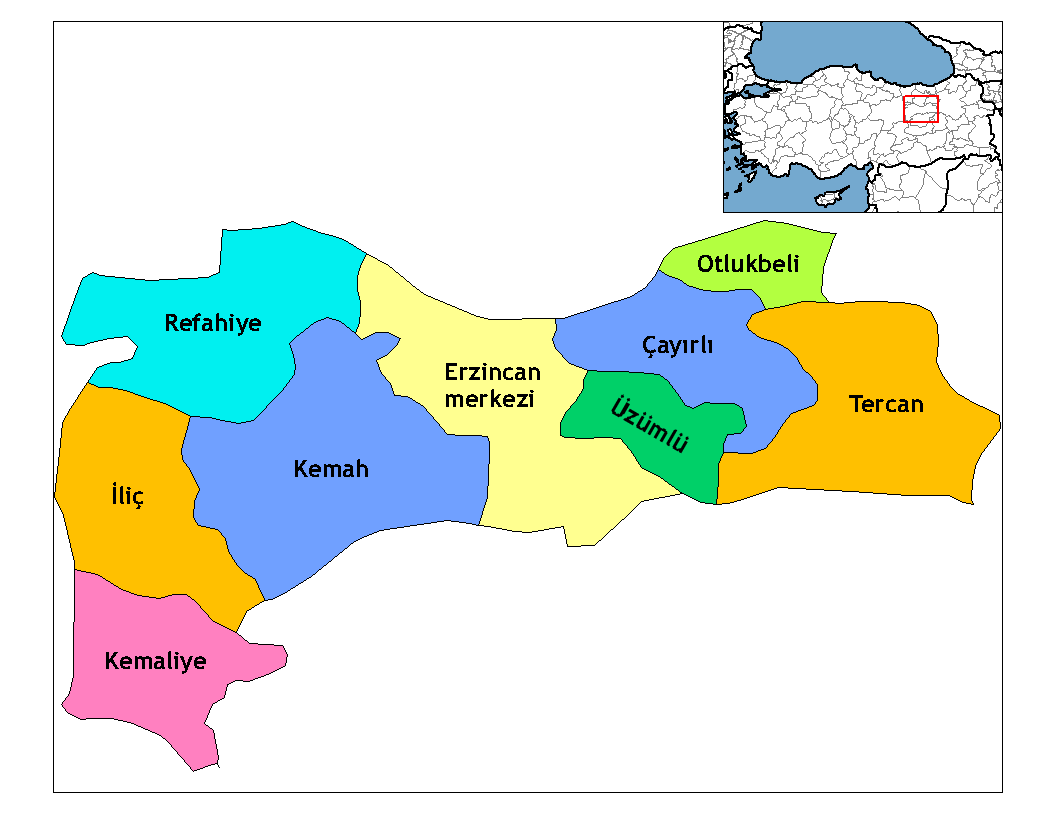
Các huyện của Erzincan

Tỉnh này được chia thành các huyện sau (tỉnh lỵ được viết đậm)::
- Çayırlı
- Erzincan
- İliç
- Kemah
- Kemaliye
- Otlukbeli
- Refahiye
- Tercan
- Üzümlü

39°40′42″B 39°19′48″Đ / 39,67833°B 39,33°Đ